# Солун
Солун (грч. Θεσσαλονίκη [Thessaloníki — Тесалоники]), други је по величини и значају град у Грчкој после Атине. То је и главни град истоименог округа Солун и периферије Средишња Македонија. Солун је једна од најзначајнијих лука Балкана.
У управним границама града Солуна живи око 370 хиљада становника, али унутар „Великог Солуна“ (шире градско подручје), које се састоји од 16 градских и приградских општина, живи 1.104.766 житеља или сваки други становник Периферије Средишња Македонија.
Гравитационо подручје града обухвата око 3-4 милиона становника северне Грчке. Град је познат као велика лука и сајамски центар. У граду се одржава и највећи бијенале грчке дијаспоре. Солун је популарна туристичка дестинација у Грчкој. 2013. National Geographic Magazine уврстио је Солун у своје највеће туристичке дестинације широм света, док је 2014. часопис Financial Times FDI (Стране директне инвестиције) прогласио Солун најбољим европским градом средње величине будућности за људски капитал и начин живота.

## Назив града
Солун је основао краљ Касандар 316. године п. н. е. Верује се да је град добио име по Тесалоники, супрузи Касандра и полусестри Александра Великог.
Име града на свим значајним језицима изведено је од грчког назива за град „Тесалоники“ (Thessaloniki). У језицима западне Европе град се најчешће назива „Салоника“, као варијанта скраћенице „Салоники“, коју употребљава месно становништво у свакодневном говору. У јужнословенским језицима преовлађује назив „Солун“, који је близак турској верзији „Селаник“.
Солун је поново оживео као званично име града 1912. године, када се придружио Краљевини Грчкој током Балканских ратова.

## Положај
Град се налази на врху Солунског залива, дуж којег се пружа дужином од 20-ак км. Западно од града пружа се тзв. Солунско поље, приморска равница близу ушћа Вардара у залив (17 km западно од града). Са других страна град је окружен брдима планине Хортач (Хортиатис).

## Клима
Солун се налази у подручју измењене средоземне климе, захваљујући отворености града и околине утицајима из унутрашњости Балкана. Због тога су зиме са негативним температурама и омањим количинама снега нормална појава, што је битно другачије од јужне Грчке и Атине. Мраз је такође честа појава зими. Лета су топла, али не жарка са ретким падавинама у виду јаких пљускова. Годишња количина падавина је 451 mm.
| Клима Солун 1998—2017. | Клима Солун 1998—2017. | Клима Солун 1998—2017. | Клима Солун 1998—2017. | Клима Солун 1998—2017. | Клима Солун 1998—2017. | Клима Солун 1998—2017. | Клима Солун 1998—2017. | Клима Солун 1998—2017. | Клима Солун 1998—2017. | Клима Солун 1998—2017. | Клима Солун 1998—2017. | Клима Солун 1998—2017. | Клима Солун 1998—2017. |
| Показатељ \ Месец | .Јан.                  | .Феб.                  | .Мар.                  | .Апр.                  | .Мај.                  | .Јун.                  | .Јул.                  | .Авг.                  | .Сеп.                  | .Окт.                  | .Нов.                  | .Дец.                  | .Год.                  |
| --- | ---------------------- | ---------------------- | ---------------------- | ---------------------- | ---------------------- | ---------------------- | ---------------------- | ---------------------- | ---------------------- | ---------------------- | ---------------------- | ---------------------- | ---------------------- |
| Апсолутни максимум, °C (°F) | 23,0 (73,4)            | 24,0 (75,2)            | 32,0 (89,6)            | 31,0 (87,8)            | 36,0 (96,8)            | 41,4 (106,5)           | 44,0 (111,2)           | 40,4 (104,7)           | 37,3 (99,1)            | 32,2 (90)              | 27,0 (80,6)            | 25,1 (77,2)            | 44,0 (111,2)           |
| Максимум, °C (°F) | 9,3 (48,7)             | 11,2 (52,2)            | 14,7 (58,5)            | 19,5 (67,1)            | 24,9 (76,8)            | 29,9 (85,8)            | 32,5 (90,5)            | 32,4 (90,3)            | 27,0 (80,6)            | 21,1 (70)              | 15,7 (60,3)            | 10,6 (51,1)            | 20,73 (69,33)          |
| Просек, °C (°F) | 5,8 (42,4)             | 7,3 (45,1)             | 10,2 (50,4)            | 14,3 (57,7)            | 19,5 (67,1)            | 24,4 (75,9)            | 26,8 (80,2)            | 26,8 (80,2)            | 22,0 (71,6)            | 17,0 (62,6)            | 12,0 (53,6)            | 7,1 (44,8)             | 16,1 (60,97)           |
| Минимум, °C (°F) | 2,2 (36)               | 3,5 (38,3)             | 5,7 (42,3)             | 9,2 (48,6)             | 14,0 (57,2)            | 18,8 (65,8)            | 21,2 (70,2)            | 21,3 (70,3)            | 17,1 (62,8)            | 12,9 (55,2)            | 8,2 (46,8)             | 3,8 (38,8)             | 11,49 (52,69)          |
| Апсолутни минимум, °C (°F) | −14,0 (6,8)            | −10,0 (14)             | −7,0 (19,4)            | −2,0 (28,4)            | 2,8 (37)               | 6,0 (42,8)             | 10,0 (50)              | 7,8 (46)               | 3,0 (37,4)             | −1,0 (30,2)            | −6,2 (20,8)            | −9,8 (14,4)            | −14,0 (6,8)            |
| Количина падавина, mm (in) | 35,2 (1,386)           | 29,7 (1,169)           | 39,8 (1,567)           | 29,6 (1,165)           | 42,8 (1,685)           | 27,2 (1,071)           | 27,3 (1,075)           | 18,8 (0,74)            | 48,6 (1,913)           | 51,3 (2,02)            | 38,0 (1,496)           | 52,0 (2,047)           | 440,3 (17,334)         |
| Дани са падавинама | 8,8                    | 8,3                    | 9,8                    | 7,4                    | 8,0                    | 5,5                    | 3,8                    | 3,6                    | 6,3                    | 7,3                    | 7,3                    | 9,0                    | 85,1                   |
| Релативна влажност, % | 76,1                   | 73,0                   | 72,4                   | 67,8                   | 63,8                   | 55,9                   | 53,2                   | 55,3                   | 62,0                   | 70,2                   | 76,8                   | 78,0                   | 67,04                  |
| Сунчани сати — месечни просек | 116,5                  | 123,9                  | 171,0                  | 205,2                  | 256,8                  | 308,1                  | 337,6                  | 311,3                  | 224,5                  | 160,9                  | 114,8                  | 95,2                   | 2.425,8                |
| Извор: „Κλίμα - Γράφημα - Θεσσαλονίκη Eλλάδα - WeatherOnline”. www.weatheronline.gr (на језику: грчки). Приступљено 19. 11. 2018.; „Κλιματικά Δεδομένα για επιλεγμένους σταθμούς στην Ελλάδα”. hnms.gr (на језику: грчки). Приступљено 19. 11. 2018. |                        |                        |                        |                        |                        |                        |                        |                        |                        |                        |                        |                        |                        |

## Историја
Оснивач Солуна је краљ Касандар 315. године п. н. е. Вјерује се да је град добио име по Тесалоники, супрузи Касандра и полусестри Александра Великог. Њен отац Филип II Македонски ју је тако назвао у част побједе над Тесалијцима, а њено име и име града се могу превести као побједа над Тесалијцима (Θεσσαλοί + Νίκη).
По освајању града од стране Римљана 168. п. н. е., Солун је постао главни град једне римске провинције на веома важном државном путу Via Egnatia. За вријеме другог пута у Македонију Свети Апостол Павле проповједао је у мјесној синагоги, која је била главна за Јевреје тог рејона, и поставио је темеље хришћанском братству и цркви. Мјесни јеврејски рабини били незадовољни њиме, због чега су га протјерали из Солуна у град Бер. 379. године деобом царства на источни и западни део, град постаје главно седиште новообразоване провинције Илирикум у оквиру источног дела, касније Византије. Солун је био једно од најважнијих трговачких средишта у Византији, нарочито током владавине Комнина, а у њему су рођени Ћирило и Методије, а тешко страдао у раздобљу окупације под Крсташима (1204-1246).
По турским изворима, Солун су први пут заузели Турци 1393. године за време султана Бајазита. Као последица турског пораза против кана Тамерлана у Ангори 1402. године, прешао је град у посед Венеције. Турци су узели Солун по други пут, дефинитивно 1430. године у време султана Мурата II.
Млечани су 1430. године купили град од Византинаца, али су га изгубиле већ 1432. године када су га поново освојиле Османлије. Велики број сефардских Јевреја се уселило у Солун, након што су протјерани из Шпаније 1492. године. Они су у раном 16. веку, били највећа религијска група у Солуну, а у 18, 19. и почетком 20. века су и даље били велики дио становништва Солуна. Објављен је 1903. године попис становништва Солуна - првог града у "Маћедонији". Било је највише Јевреја - 55.000, затим следе Турци са 26.000, Грка има 16.000, а "Словена" (Срба и Бугара) - 10.000. Ту треба додати "Туђинаца"(?) од чак 8500 и Цигана 2500, док се Цинцари не помињу у том значајном месту, које има тада укупно 118.000 становника.
Солун је остао у Османском царству до 1912. године и Балканских ратова, након чега је додијељен Грчкој. За вријеме Првог свјетског рата Солун су окупирале британске и француске трупе, претворивши га у њихову најважнију војну базу у југоисточној Европи и недалеко од њега је успостављен Солунски фронт. Године 1917. десио се велики пожар у граду, који је стари град од дрвених зграда потпуно уништио. После рата започела је обнова града по савременим начелима (ортогонална матрица, праве улице примерене ширине, паркови) и поштовање важних споменика града. Град је брзо растао 20-их година услед досељавања много Грка, као избеглица из Мале Азије.

## Културна историја Срба у Солуну
Српски краљ Милутин је у Солуну много градио у своје време. Тако је подигао пре 1310. године, три нове цркве - Св. Тројице, Св. Николе "Орфана" (у 17. веку постала капела манастира Влатадон) и Св. Ђурђа, а "обдарио даровима" постојећи храм Св. Димитрија. У Солуну је изградио и "царски двор" - своје палате где је много боравио.
Српски народ је опевао средњовековног витеза српског "боланог" Дојчила (Дојчина) из Солуна: "Разболе се војвода Дојчине/ У Солуну граду бијеломе/ Боловао за девет година/ По Солуна не зна за Дојчина…" То је био војвода Војин Дојчиновић.
По извештају француског генерала Мармона из 1807. године наводи се за Солун (град у Турској царевини): "језик грчки и српски. У дистрикту је 200 села, 30.000 муслимана, 90.000 хришћана. У вароши је 60 хиљада становника; две трећине муслимани, једна трећина хришћани."
Солунски трговац Димитрије Алексијевић (Грк и Арнаутин Москопољски) бавио се 1725. године у Будиму. Претплатник српске књиге у Београду 1827. године је трговац Тома Ласкаревић родом из Солуна. Купио је 1831. године у Београду српску књигу Никола Местане, трговац родом из Солуна (исто и 1827). Он се јавља и 1827. године у истом својству. Басне старе, од разних аутора сабране у једној књизи и објављене 1833. године у Београду, купио је Анастас Христодуловић, трговац и житар. Вуков речник српски-немачки-латински речник прибавио је 1852. године у Одеси, Ставра Д. Давидовић из Солуна. Претплату на новопокренути српски лист "Цариградски гласник", скупљали су 1895. године у Солуну: Петар Костић управитељ српске школе "Дом науке" и Риста Протић књижар.
У Солуну је до 1896. године српску књижару држао Пера Јовановић. Затим је отворио гостионицу "Велика Источна гостионица" у којој се Срби пређивали друштвене забаве. Он је Отворио још једну гостионицу на булевару Хамидије, под називом "Код Београда". Српски календар "Голуб" који је излазио у Цариграду, могао се добити 1899. године у српској књижарници у Солуну, за један грош.
У Солуну је од 1893. године радила српска школа "Дом Науке" у тзв. Куфаловској махали. Школске 1896/1897. године ту је било под истим кровом потпуна основна школа и три разреда гимназије. Укупно је 1897. године било 14 предавача, од којих 11 у гимназији а три у основној. Када се 1897. године одсељавала из града удова Нина, супруга преминулог (1894) руског генералног конзула Ивана Јастребова (великог заштитника Срба), оставила је српској школи на дар намештај вредан око 50 турских лира. Јавно јој се захвалио на "највећем до тада поклону школи" њен директор Петар Костић.
Основну школу су заједно похађала мушка и женска деца, које су учила три учитеља. Била је првобитно троразредна, па четвороразредна. Школа је основана 1893. године, након годину дана раније тј. 1892. године поднетог захтева са 200 потписа Срба, грађана Солуна. Први "мутавелија" и директор те основне школе био је Димитрије Поповић родом из Охрида, који се школовао у Србији. Он је примио брачни пар учитеље Вука и Косару Ивановић. Директор Поповић је успео да организује основну школу комплетну, са четири разреда. Почетком 1897. године добијена је дозвола за отварање још једне основне школе у насељу "Вардар капији". Та школа је добила име "Дом просвете", за разлику од оне друге са гимназијом, која се звала "Дом науке". Име су узета неутрална, да би се прикрио српски национални карактер који је сметао властима.
Десио се јуна 1897. године сукоб са трагичним исходом у солунском хотелу "Коломбо". У тучи између Бугара и Срба, због претњу упућених српском професору Пејчиновићу "због издаје", Србин учитељ Ташко Михајловић је био пребијен, а од Бугара, повређен учитељ Гарванов а револверским метком убијен учитељ Ганов. Из баште хотела се дискретно склонио Пејчиновић, а након тога 13 Бугара се сукобило са три Србина. Професор Илија Пејчиновић убрзо је смртно рањен у атентату, који су извели бугарски егзархисти. На његовом опелу појало је београдско певачко друштво "Станковић" које се бавило у Солуну тих дана.
Поднео је директор Поповић и захтев за отварање Гимназије у Солуну. Али Поповић умире 1894. године, а на његово место по жељи тамошњих Срба постављен је 16. септембра те године, Петар Костић професор и ректор Призренске богословије. Костић је успео да још те јесени у граду буду отворена прва два разреда гимназије, све под истим кровом. Кренуло се са првим разредом, који је похађало 15 ученика. Следеће 1895. године, отворен је други разред гимназије, а у првом је било већ 42 ученика. Предавачки кадар су чинили Милорад Ђукановић, Душан Поповић, Јован Бјеловучић (за француски језик), Исмаил Едиб (за турски језик). Ђукановић је у исто време био васпитач у интернату. Број предавача је из године у годину растао, а колегијум се мењао. У Солуну је дакле радила српска гимназија од 1894. године, и ту је 1896. године било 11 наставника. Дозвољено је јуна 1896. године отварање сада четири разреда гимназије. У гимназији је било тада 96 ученика, а у основној 77. Ученика је било само 31 из Солуна и околине, остали су били подаље - из Старе Србије и других крајева где Срби живе. Међу њима највише је било трговачке деце - њих 76. Школа са интернатом је смештена у три зграде, које се налазе близу једна другој. Црквено-школски одбор српски у Солуну је 14/26. јануара 1897. године у просторијама хотела "Олимпије" приредио Светосавску забаву са игранком, у корист сиромашних ученика. Светосавска забава је имала лепог успеха и претходне 1896. године. Захвалио се јавно преко новина директор Српске гимназије у Солуну, Д. Димић бројним дародавцима књига. Између осталих своје књиге су новембра 1898. године послали: Арса Пајевић, браћа Поповић и Лука Јоцић из Новог Сада, затим Јован Грчић књижар из Великог Бечкерека, Милан Сеђаков књижар и Милош Бандић учитељ из Велике Кикинде, браћа Јовановић књижари из Панчева, Београђани, Сремци, Матица српска, Српска краљевска академија и други у вредности од преко 500 форинти.
Након затварања српске Више гимназије у Цариграду, школске 1899/1900. године, молили су Срби Солунци да се дозволи да у Солуну наша гимназија буде потпуна. Пред почетак школске 1901/1902. године то је одобрено, тако да је од тад седмогодишња српска гимназија. Октобра 1901. године настала је потреба за двојицом предавача, па су послати у Солун Јеротије Топаловић и Аранђел Јотић. Професор Илија Лалевић као и други предавачи, сарађује са школским листом и објављује мање радове 1902. године. Хаџи Тошковић објављује краће лирске записе у "Новој искри" 1900. године, такође и Велимир Рајић, 1903. године. Године 1901. августа директор Богдан Јанковић се вратио у Србију, а његово место заузима Ковачевић, који прелази из Битоља. Њен професор и директор Коста Ковачевић умро је 1903. године, после неколико месеци наставничког рада у њој. Био је по струци географ, рођен и школовао се у Београду. Од 1897. године напустио Другу београдску гимназију у отишао у Стару Србију, где је прво службовао у Скопљу. Ковачевића је заменио најстарији наставник Драгомир Обрадовић. Крајем школске 1901/1902. године одржан је матурски испит први пут. Свршени гимназијалци су након те школе могли да наставе школовање на Универзитету. Године 1902/1903. одобрено је одсуствовање наставницима Григорију хаџи Ташковићу и Пери Јанковићу. На њихова места су дошли професор Михајло Стојанчевић и Ђорђе Стајић суплент учитељ језика (до 1905). У Солуну су Срби имали проблема са "Бугарашима", јер су били што нападани, што код власти пријављивани са лажним оптужбама. Прво је управитељица Српске гимназије у Солуну тобож случајно "пала у море", а затим је управитељ гимназије прота Ђорђевић Призренац био утамничен. Умро је почетком 1908. године у Солуну, прота Станоје Рашић, један од српских првака у Старој Србији. Био је родом из Приштине, а боравио је и радио у Солуну, као протојереј и професор у српској гимназији. Стеван Антонијевић из Солуна 1913. године премештен у Нови Пазар. Српска гимназија у Солуну је била наводно затворена 1910. године. Литерарна ђачка дружина "Дојчин" основана у Солуну пре ослободилачких ратова.
Постојао је крајем 19. краљевски "генерални" конзулат у Солуну, тада под Турцима. Ту су 1898. године радили за српске националне и државне интересе: Павле Денић конзул I класе и Иван Иванић писар I класе.
Гостовало је почетком новембра 1897. године у Солуну Београдско певачко друштво "Станковић", где је одржало два концерта.
Срби су у 19. веку у Солуну "на најлепшем месту" близу Беле куле, на тзв. "Хиподрому" имали своју цркву. Тај српски храм посвећен Св. Сави почетком је 1897. године добио нови "диван и скупоцен" иконостас. Био је то вредан поклон побожног братства из Скита, руског манастира Св. Јована Златоустог. Заслуга је то била у првом реду оца Кирила, настојатеља манастира (чији су монаси претежно били Руси) који се налазио на Светој Гори, на хиландарском земљишту.
Црква је била у ствари метох манастира Хиландара. У Солуну је постојала организована српска црквена општина. Ту се налазио један полусрушен конак, у којем је била собица - капелица. Православни калуђер је ту боравио, молио се и читао молитве вернима. Сав прилог који би добио слат је манастиру Хиландару. Почетком 1897. године формиран је црквени певачки хор при српском храму, састављен углавном од ученика српске школе "Дом и наука" (70). Хор је савладао извођење целе литургије по Тихомиру Остојићу у четири гласа. Године 1898. епитроп цркве Св. Саве у Солуну био је старац Ванђел Лазаревић. Његов син Андрија Ванђеловић који је храбро бранио српске интересе у том граду, погинуо је јула месеца 1898. године на улици; убио га је из пиштоља један "бугараш". Касније је ту никло ново стамбено насеље, а у приземљу стамбене зграде дат је један простор Србима као накнада, за Хиландарски метох. У граду данас постоји тај хиландарски метох, мала импровизована српска црква посвећена Св. Сави у стамбеној згради, у улици Скамбинион, где се повремено одвијају богослужења. Ту је некад била црква задужбина српског краља Милутина.
У Солуну су 30. јула 1900. године освећени темељи новог метоха манастира Хиландара. Освећење су извршили архимандрит Јанићије Воденац и поп Сима Буквић солунски парох. По плану метох је требало да буде двоспратна зграда у најлепшем делу града код Хамидије. На њој су предвиђени кубе и сахат (торањски сат). Ту су имали стални смештај старешина метоха, и манастирска братија на путу - конак.
За време Солунског фронта 1916-1918. године град је попримио српски карактер, због великог броја Срба и њихових државних институција. На западном делу града је српско војничко гробље Зејтинлик са православном капелом. Ту је сахрањено 7441 српски војник, који је погинуо и пренет са територије целе Грчке.
Царинарница I реда Краљевине СХС била је после Првог светског рата у Солуну. По међународном уговору, део солунске луке био је под српском - југословенском контролом и ту се извозила роба, за транспорт морским бродовима. У јануару 1941, у време Грчко-италијанског рата, у бомбардовању Солуна неколико бомби је пало и на југословенску слободну зону.
У Солуну је 1934. године освештана зграда нове српске основне школе. Претходна српска школа затворена је наводно 1910. године. У новој школи предавали су управитељ учитељ М. Даниловић и његова супруга учитељица.
На почетку новог светског рата у Грчкој 22. априла 1941. године. Солун су окупирале немачке трупе и он ће бити у њиховим рукама до 30. октобра 1944. године. Током овог раздобља јеврејско становништво је уништено. После рата приступило се даљем осавремењавању града, које трајало неколико деценија. Међутим, 1978. године град је погодио тежак земљотрес, који направио највише штете на старим заштићеним зградама. Ти споменици су следећих година обнављани, а 1988. стављени су на листу Светске баштите УНЕСКОа. Све ово је крунисано 1997. године, када је град био Европски град културе.

## Становништво
Према бугарском географу и историчару, Василу Канчову, у Солуну је 1900. године живело 55.000 Јевреја, 26.000 Турака, 16.000 Грка, 10.000 Словена хришћана, 2.500 Рома и 8.500 осталих. Међу Турцима је било и других муслимана а међу Грцима хеленизованих Словена.
| 1870.  | 1882.  | 1890.   | 1902.   | 1913.   | 1917.   | 1951.   | 1961.   | 1981.   | 1991.   | 2001.   | 2011.   | 2021.   |
| ------ | ------ | ------- | ------- | ------- | ------- | ------- | ------- | ------- | ------- | ------- | ------- | ------- |
| 90.000 | 85.000 | 118.000 | 126.000 | 157.000 | 230.000 | 297.164 | 377.026 | 406.413 | 383.967 | 363.987 | 315.196 | 319.045 |

Становништво града Солуна је паду током последњих пописа, али се оно премешта у предграђа, тако да градско подручје и даље расте. Данас 1.104.766 становника живи у тзв. Великом Солуну и то је друго по величини градско подручје Грчке, после Велике Атине. У последња три пописа кретање становништва било је следеће:
| Година | Становништво града | Промена        | Становништво градског подручја |
| ------ | ------------------ | -------------- | ------------------------------ |
| 1981.  | 406.413            | -              | -                              |
| 1991.  | 383.967            | -22.446/-5,52% | -                              |
| 2001.  | 363.987            | -19.980/-5,20% | 1.057.825                      |

Историјски гледано, етничка структура становништва Солуна се веома променила у последњих стотинак година. Најуочљивије је присуство великог броја јевреја Сефарда, који су још у 19. веку чинили половину становништва у граду. И после припајања града савремној Грчкој Јевреји су задржали сва права као и Грци, који је у граду било све више услед досељавања из мањих места, као и пребезима са турских подручја у Малој Азији и на Понту. 1944. године у току немачке окупације Грчке у Другом светском рату Јевреји су отерани у концентрационе логоре, где је већина (96% ) погубљена. Преживели су делом прешли у Израел.
| Година | Становништво града | Број Јевреја | Удео Јевреја |
| ------ | ------------------ | ------------ | ------------ |
| 1842.  | 70.000             | 36.000       | 51%          |
| 1870.  | 90.000             | 50.000       | 56%          |
| 1902.  | 126.000            | 62.000       | 49%          |
| 1913.  | 157.889            | 61.439       | 39%          |
| 1943.  | -                  | 50.000       | -            |
| 2000.  | 363.987            | 1.000        | 0,27%        |

## Градске знаменитости
Иако је Солун савремени град великих булевара, правилних блокова и великих тгрова и паркова, град је сачувао многе грађевине из слове прошлости, посебно оне везане за староримско и византијско наслеђе. Град је такође богат музејима, галеријама и другим установама културе, од којих су неке наддржавног значаја.
Најважније градске знаменитости су:
- Градски Археолошки музеј се сматра за један од најбољих у Европи. Налази се у близини познатог Белог Торња и на супротној страни од градског ватрогасног дома. Музеј поседује велику колекцију укључујући и невероватне драгоцености у виду гробнице оца Александра Велоког, Филипа Македонског, која је откривена у Вергини 1977. године. Друга драгоценост је из 3. века п. н. е. папирус Дервеније, једини нетакнути древни папирус нађен у Грчкој, који је откривен у гробници Дервеније. Друге просторије музеја садрже експонате који осликавају историју града још из праисторијских дана све до Римског периода, укључујући спектакуларне мозаике као и чаше из Хеленистичког доба.
- Археолошко налазиште античке грчке пијаце у близини једног од градских аутобуских терминала, на Дикастерион тргу. Ова пијаца је касније преуређена у римски форум на два нивоа. Форум је био срце античког града а открили су га радници шездесетих година. Најочуванији део форума је велико позориште, које се још увек користи за летње концерте.
- Галеријева Капија.
- Бела кула (грч.: Λευκός Πύργος Lefkos Pyrgos), најпознатији симбол града, је оригинално изграђена као део градских зидина. Она се налази на шеталишту поред мора, јужно од археолошког музеја.
- Горњи град (грч.: Ano Poli) са сачуваним дрвеним кућама из Османског раздобља и остацима градских зидина из византијског раздобља.
- Аристотелов трг  је најважнији градски трг.
- Црква Св. Димитрија је најпознатија црква у граду, а овај светац је заштитник града.
- ОТЕ торањ је у средишту градског ЕКСПО центра.
- Црква Св. Ђорђа је једна од најважнијих црква у граду, а црква је била намењена као Галеријев маузолеј, међутим цар на крају није тамо сахрањен већ у Феликс Ромулијани у Гамзиграду. староримског цара Галерија.
- Црква Св. Софије  је једна од најважнијих црква у граду, а изграђена у време ране Византије.
- Црква Панагија је једна од најважнијих црква у граду, а изграђена у време Византије.
- Градско морско шеталиште дуж Никис авеније.

- Бела кула је симбол града
- Црква Св. Димитрија је најважнија у граду
- Црква Панагија
- Црква Св. Софије
- Црква Св. Ђорђа настала из гроба римског цара Галерија
- Продавница плоча у Солуну
- Аристотелов трг ноћу
- Улица Егнација
- Народно позориште Северне Грчке и ОТЕ торањ

## Познате личности
| - Свети Димитрије Солунски, хришћански светитељ - Ћирило Солунски, византијски мисионар и светитељ - Методије Солунски, византијски мисионар и светитељ - Филотеј Цариградски, патријарх Цариградске патријаршије - Тоша Апостоловић, српски трговац и добротвор - Мустафа Кемал Ататурк, турски председник и оснивач модерне Турске - Назим Хикмет, турски песник - Атанас Далчев, бугарски песник и преводилац - Ђорђе Михаиловић, чувар српског војничког гробља Зејтинлик - Димитрије Парлић, српски балетски играч и кореограф - Павле Савић, српски физичар, хемичар и академик | - Димо Тодоровски, македонски вајар и академик - Олга Илић, српска глумица и певачица - Антонис Ремос, грчки певач - Драгаш Денковић, српски правник и универзитески професор - Никос Зисис, грчки кошаркаш - Василис Лакис, грчки фудбалер - Трајанос Делас, грчки фудбалер и тренер - Ева Каили, грчка политичарка и потпредседница Европског парламента - Јоана Вулановић, српска сликарка - Катерина Сакеларопулу, грчка председница |

## Партнерски градови
- Александрија
- Драч
- Корча
- Мелбурн
- Пловдив
- Ница
- Марсељ
- Келн
- Лајпциг
- Сан Франциско
- Хартфорд
- Колката
- Тел Авив
- Болоња
- Тјенцин
- Бусан
- Констанца
- Братислава
- Санкт Петербург
- Шенјанг
- Амасија
- Венеција
- Тирана